# Brahmapuri
Brahmapuri è una città dell'India di 31.200 abitanti, situata nel distretto di Chandrapur, nello stato federato del Maharashtra. In base al numero di abitanti la città rientra nella classe III (da 20.000 a 49.999 persone).

## Geografia fisica
La città è situata a 17° 33' 0 N e 75° 34' 0 E e ha un'altitudine di 447 m s.l.m..

## Società

### Evoluzione demografica
Al censimento del 2001 la popolazione di Brahmapuri assommava a 31.200 persone, delle quali 15.957 maschi e 15.243 femmine. I bambini di età inferiore o uguale ai sei anni assommavano a 3.766, dei quali 1.973 maschi e 1.793 femmine. Infine, coloro che erano in grado di saper almeno leggere e scrivere erano 23.593, dei quali 13.024 maschi e 10.569 femmine.